# Veerle Bakker
Veerle Bakker (Amersfoort, 29 september 1997) is een Nederlands atlete. Zij is gespecialiseerd in de 3000 m steeple en de middellange en lange afstand.

## Biografie
Bakker was voor het eerst internationaal actief in 2013 op het EYOF in Utrecht. Hier won ze een zilveren medaille op de 2000 m steeple in 6.56,78. Op het EK voor junioren in Eskilstuna behaalde ze op de 3000 m steeple de vierde plaats met een tijd van 10.34,24. Datzelfde jaar 2015 werd ze op de EK veldlopen in Hyères 68e in 14.51 bij de U20 junioren. Een jaar later behaalde ze op de EK veldlopen in Chia de 13de plaats in de U20 race. In het teamklassement wist ze hier wel een bronzen medaille te veroveren. Op het EK U23 in Bydgoszcz behaalde ze de 15de plaats met een tijd van 10.43,10.
In 2022 werd Bakker tiende op de EK veldlopen in Turijn met een tijd van 27.34. Op de EK voor landenteams in Chorzów, onderdeel van de Europese Spelen 2023, behaalde Bakker op de 3000 m steeple de achtste plaats met een tijd van 10.02,87. Het jaar daarop veroverde zij de nationale titel op de 10.000 m, waarbij zij zich tevens kwalificeerde voor deelname aan de EK in Rome. Hier werd zij 18de op de 10.000 m met een tijd van 33.07,14.
Op haar specialiteit, de 3000 m steeple, veroverde Bakker tussen 2014 en 2024 in totaal vijf Nederlandse titels.

## Nederlandse kampioenschappen
| Onderdeel      | Jaar                         |
| -------------- | ---------------------------- |
| 10.000 m       | 2024                         |
| 3000 m steeple | 2016, 2022, 2023, 2024, 2025 |
| veldlopen      | 2023                         |

## Persoonlijke records
Outdoor
| Afstand        | Prestatie    | Datum            | Plaats           |
| -------------- | ------------ | ---------------- | ---------------- |
| 1500 m         | 4.17,81      | 4 juni 2023      | Hengelo          |
| 5000 m         | 15.31,81     | 6 juli 2024      | Maisons-Laffitte |
| 10.000 m       | 32.36,64     | 18 mei 2024      | Nijmegen         |
| 2000 m steeple | 6.13,19      | 1 september 2024 | Berlijn          |
| 3000 m steeple | 9.25,53 (NR) | 9 augustus 2025  | Oordegem         |

Indoor
| Afstand     | Prestatie | Datum            | Plaats   |
| ----------- | --------- | ---------------- | -------- |
| 1 Eng. mijl | 4.46,45   | 19 februari 2022 | Spokane  |
| 3000 m      | 8.59,48   | 7 februari 2025  | Valencia |

Weg
| Afstand | Prestatie | Datum            | Plaats  |
| ------- | --------- | ---------------- | ------- |
| 10 km   | 33.13     | 11 februari 2024 | Schoorl |

## Privé
Veerle Bakker is de zus van Jasmijn Bakker, die ook atlete is.

## Palmares

### 3000 m
- 2017:  NK indoor – 9.44,71
- 2023:  NK indoor – 9.10,16
- 2024:  NK indoor – 9.04,84
- 2025:  NK indoor – 9.03,06

### 10.000 m
- 2024:  NK – 32.36,64
- 2024: 18e EK – 33.07,14

### 2000 m steeple
- 2013:  EJOF – 6.56,78

### 3000 m steeple
- 2014:  NK – 10.42,28[8]
- 2016:  NK – 10.33,49
- 2018:  NK – 10.24,94
- 2019:  NK – 10.16,84
- 2021:  NK – 9.59,94
- 2022:  NK – 9.59,35
- 2023:  NK – 9.58,62
- 2023: 8e EK voor Landenteams in Chorzów – 10.02,87
- 2024:  NK – 10.06,96
- 2025: 10e FBK Games – 9.30,67
- 2025:  NK – 9.41,04
- 2025: 5e IFAM Meeting in Oordegem - 9.25,53 (NR)

### 10 km
- 2024:  NK - 33.13

### veldlopen
- 2016: 13e EK U20 (4,06 km) - 13.25 ( in het landenklassement)
- 2017:  NK in Amsterdam (7200 m) – 27.07
- 2019: 9e NK in Kraggenburg (8000 m) – 33.00
- 2022:  NK in Tilburg (8000 m) – 27.17
- 2022: 10e EK in Turijn – (7662 m) – 27.34
- 2023:  NK in Hellendoorn (8545 m) – 30.27
- 2024: 4e Warandeloop (8 km) - 27.29
- 2024: 43e EK in Antalya (7,83 km) - 27.25
- 2024: 4e NK (9700 m) - 34.18